# Одресел
Одресел или Одерсел (фр. Audresselles) је насељено место у Француској у региону Север-Па д Кале, у департману Па де Кале.
По подацима из 2011. године у општини је живело 701 становника, а густина насељености је износила 122,55 становника/km².

## Демографија
| 1962. | 1968. | 1975. | 1982. | 1990. | 2011. |
| ----- | ----- | ----- | ----- | ----- | ----- |
| 424   | 440   | 489   | 538   | 587   | 701   |